# Cuichapa
Cuichapa es una localidad del estado mexicano de Veracruz. Es cabecera del municipio de Cuichapa.

## Demografía
| Censo | Población |
| ----- | --------- |
| 1900  | 1173      |
| 1910  | 968       |
| 1921  | 830       |
| 1930  | 1032      |
| 1940  | 1040      |
| 1950  | 1248      |
| 1960  | 1430      |
| 1970  | 1791      |
| 1980  | 2235      |
| 1990  | 2427      |
| 1995  | 2639      |
| 2000  | 2680      |
| 2005  | 2881      |
| 2010  | 3171      |
| 2020  | 3459      |